# Histoire de la santé à Lyon
L’histoire de la santé à Lyon est l'étude de l'évolution de l'ensemble des sujets liés à la santé, les personnes, institutions, découvertes médicales, depuis les origines à nos jours à Lyon en France. 
Cette histoire s'inscrit résolument dans l'évolution globale de la médecine française, avec quelques spécificités liées à l'histoire locale. 

## Antiquité
La connaissance sur la médecine lyonnaise à l'antiquité est extrêmement lacunaire, si l'on enlève les quelques légendes qui ont cours depuis plusieurs siècles.

## Moyen Âge

### Établissements hospitaliers
Au Moyen Âge, les hôpitaux lyonnais sont de simples maisons particulières tenues par des religieux et ouvertes aux plus pauvres. Cette offre de soin est complétée par des léproseries ouvertes progressivement à plusieurs points d'entrée de la ville, pour atteindre le nombre de quatre.

### Pathologies
Cette période historique ne fournit que trop peu de documents pour détecter la plupart des maladies qui frappent les Lyonnais. Les deux fléaux décrit principalement sont la peste et la lèpre.
Une peste est signalée par les textes en 580, survenant à la suite d'une inondation. La peste noire frappe bien entendu la ville en 1348 ; ses effets sont destructeurs. Certains historiens du XIXe siècle se fondent sur le relatif silence des chroniqueurs médiévaux pour mettre en doute le passage de l'épidémie à Lyon. Mais il semble qu'ils n'aient tout simplement pas eu accès aux bonnes sources. Ainsi, dans la paroisse de Saint-Nizier, sur trois à quatre mille paroissiens, six cents à six cent cinquante adultes sont enterrés, sans compter les enfants. La perte totale de population s'élève pour la ville à 25 000 habitants, ce qui correspond à environ un tiers de la population.

## Renaissance

### Établissements hospitaliers
À la Renaissance, l'essor marchand et la prospérité de la ville lui permettent d'ouvrir deux établissements importants, à même de gérer l'afflux de nécessiteux : l'Hôtel-Dieu et la Charité. 

### Personnalités médicales notables
Durant quelques années, François Rabelais enseigne et pratique à Lyon du printemps 1532 à 1535, étant le collègue de Symphorien Champier à l'Hôtel-Dieu. Il y publie, entre autres, des ouvrages médicaux, et y exerce avec succès d'après l'hommage de Macrin,

### Pathologies

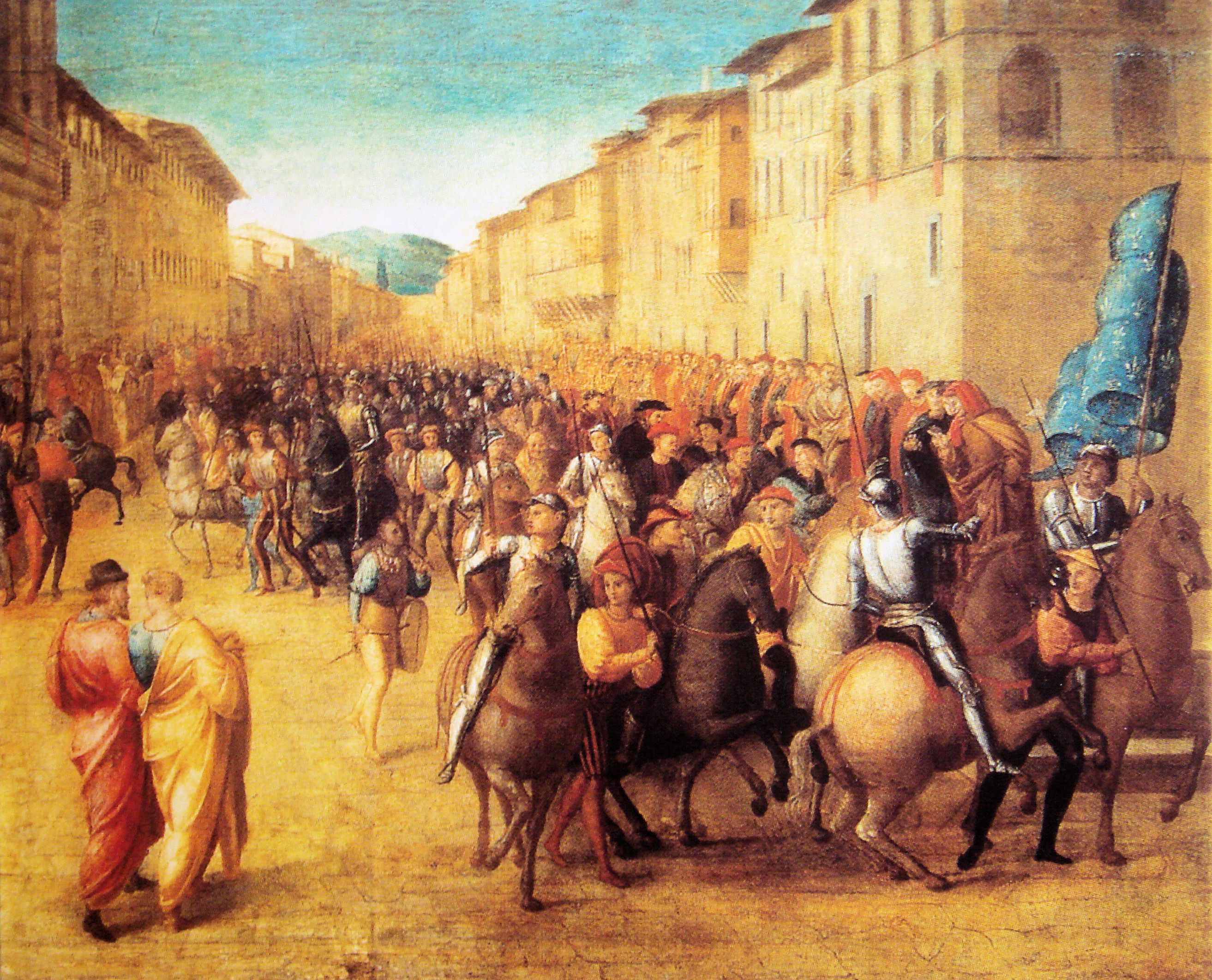
Troupes du roi de France à Florence, lieu où ils furent peut être infectés par la syphilis. tableau de Francesco Granacci.

À la Renaissance, Lyon voit l'arrivée d'une nouvelle maladie : la syphilis. Elle viendrait d'Italie et aurait été ramené par les armées de Charles VIII revenant d'Italie en 1495. Dès 1496, les recteurs de l'Hôtel-Dieu demandent au roi de vider les malades de son armée qui remplissent l'hôpital et de les faire quitter la ville, de peur qu'ils ne contaminent toute la population. Mais cette maladie est à présent installée dans la ville. Les malades de la syphilis sont regroupés dans une salle à part de l'Hôtel-Dieu en 1542 puis, entre 1578 et 1587, envoyés à la Charité.
À partir du milieu du XVIe siècle, le scorbut apparaît en ville, touchant surtout les enfants. Les cas les plus nombreux sont recensés dans les hôpitaux de la Chana (où sont recueillis les garçons abandonnés) et Sainte-Catherine (où sont recueillis les jeunes filles).

## Époque moderne

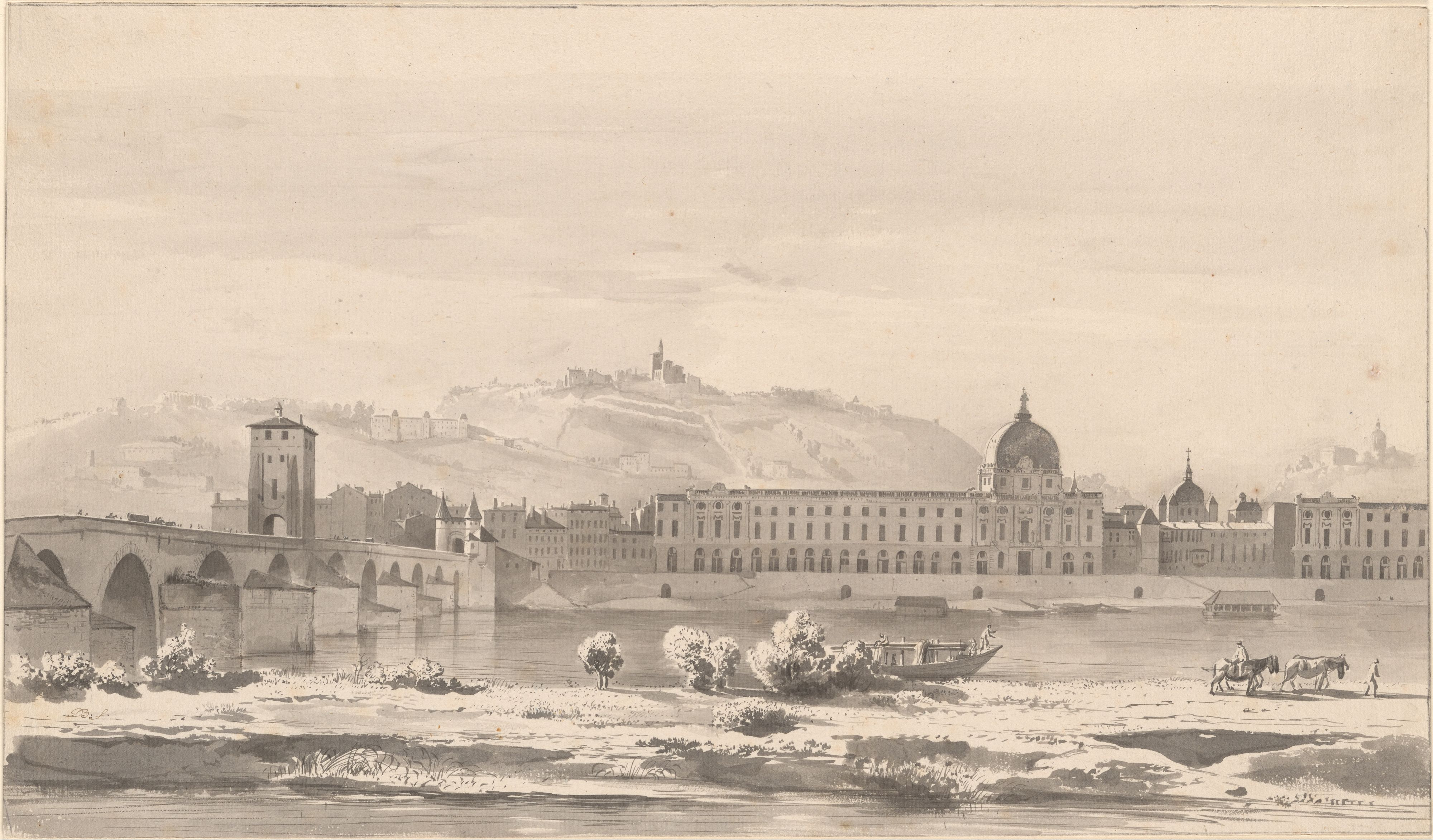
L'hôtel-Dieu en 1768. Lavis à l'encre réalisé par Jean-Jacques de Boissieu.

- XVIIe et XVIIIe

### Personnalités médicales notables
Pierre Tolet ( (1502-1586), ce doyen de la faculté de Lyon  instaure l'enseignement en français de la médecine.
Jean Canappe (vers 1480),  père de la chirurgie médicale, profession alors réservée aux barbiers.
Symphorien Champier (1471-1539), médecin, philosophe, historien
Marc-Antoine Petit (1766-1811), chirurgien, premier chirurgien-major de l’Hôtel-Dieu de Lyon, l’initiateur de l’enseignement médico-chirurgical de Lyon, qui aboutira  à la création de l’École secondaire de Médecine.

### Pathologies
Le scorbut fait encore des ravages au XVIIe siècle. Il provoque certaines années de tels dégâts qu'en 1638, les recteurs décident de demander la protection de la Vierge par une procession à Fourvière et fondent un vœu. En 1640, ils font appel au médecin de l'archevêque de Bordeaux Lopez, qui a étudié ce mal chez les marins de la ville. Celui-ci conseille l'utilisation de citrons. Au XVIIIe siècle, le scorbut semble avoir globalement disparu, n'apparaissant que ponctuellement dans les populations de mendiants. 
En 1628, une forte épidémie de peste traverse la ville.
À partir de 1830, le scorbut fait son retour à Lyon.

### Les débuts de l'hygiénisme
Une fraction notable des églises lyonnaises (Saint-Just, Saint-Irénée, Saint-Georges, Saint-Pierre, Saint-Nizier) est construite à l'emplacement de cimetières du Lugdunum antique. À l'époque moderne, les cimetières, antiques et médiévaux, continuent d'encercler ces lieux de culte. Ce sont non seulement des lieux d'inhumation mais des lieux de vie actifs (lingerie, vente de livres ou d'accessoires de toilettes, voire prostitution). Les premières inquiétudes quant au maintien de cette promiscuité s'expriment lors du XVIIIe siècle, autour de la formule « la ville délétère ».
Après une observation méthodique de plusieurs décennies, l'abbé Lacroix, membre de l'Académie, publie Réflexions sur les sépultures dan sla Ville de Lyon. Il y préconise la fermeture de tous les cimetières paroissiaux et le regroupement des inhumations dans un cimetière unique, dont l'emplacement devrait selon lui être déterminé en fonction des vents dominants, préférentiellement à l'est de la ville. À cette date, Lyon compte à son estime 160 000 habitants, et pratique environ 4 000 enterrements annuels. Une mission est commanditée par le lieutenant général en sénéchaussée Jean-François Gesse de Poisieux, à fins de visites de tous les cimetières et cryptes de la ville, caveau par caveau, à la seule exception des cimetières monastiques. L'équipe comprend huit hommes : le magistrat , son greffier, deux médecins, deux chirurgiens et deux architectes. L'enquête dure du 22 décembre 1777 au 19 janvier 1778. Elle révèle la « fétidité » de l'ensemble du dispositif d'enterrement. Les corps sont systématiquement dépourvus de bière, ne sont recouverts que d'une fine couche (moins de neuf pouces) de terre, voire pas du tout.

## XIXesiècle
À Lyon, la médecine reste hospitalière durant un long moment, prenant sur ce point un certain retard par rapport à d'autres villes françaises. Elle n'acquiert une faculté mixte de médecine qu'en 1877. La hausse de la population durant le XIXe siècle impose la création de nombreuses institutions, hôpitaux ou cliniques chirurgicales, et l'hôpital de l'Antiquaille accueille les personnes que la cité souhaite isoler, atteintes de maladies honteuses, contagieuses ou mentales.

### Personnalités médicales notables
Étienne Sainte-Marie (1777-1829), médecin et responsable administratif.
Joseph Gensoul, (1797-1858), chirurgien, réalise en 1827 la première résection de l'os maxillaire, puis :résection de la mandibule, désarticulation de l'épaule, résection partielle de l'omoplate, ligature de la sous-clavière pour anévrisme de l'artère axillaire...
Amédée Bonnet (1809-1858), médecin et chirurgien, précurseur de la chirurgie orthopédique.
Joseph-Pierre Pétrequin (1809-1876), chirurgien-major de l’Hôtel-Dieu de Lyon.
Charles-Paul Diday, (1813-1894)  médecin, chirurgien,  dermatologue, spécialiste des maladies vénériennes, préside durant 34 ans la Société de médecine de Lyon et fonde  la Gazette médicale de Lyon.
Louis Léopold Ollier (1830-1900), ) considéré comme le véritable créateur de la chirurgie orthopédique moderne.
Louis Charles Émile Lortet (1836-1909) tout à la fois médecin, botaniste, zoologiste, paléontologue, égyptologue et anthropologue.
Alexandre Lacassagne (1843-1924), médecin légiste, un des fondateurs de l'anthropologie criminelle.
Jean Léo Testut, (1849-1925), professeur d'anatomie à Lyon et auteur d'un célèbre traité d'anatomie.
André Latarjet (1877-1947), anatomiste, président de la Fédération internationale de médecine du sport.

### Structures de santé
La Révolution française tente d'effacer les structures traditionnelles de santé. Les principes révolutionnaires substituent la prise en charge par la Nation des malades et des déshérités à la charité chrétienne et à l'entraide confessionnelle. Mais le gouvernement, vite dépassé financièrement par l'ampleur de la charge, la reporte en grande partie sur les municipalités, qui vont s'appuyer sur des structures traditionnelles qui se reforment progressivement.
En 1796, la loi du 7 frimaire an V impose la création de bureau de bienfaisance dans chaque ville. À Lyon, les autorités en créent un par arrondissement. Ils ont comme double rôle l'assistance aux pauvres par la distribution de nourriture et de soins. Ceux-ci sont assurés par des médecins rémunérés. Les établissements hospitaliers sont regroupés sous une structure unique : les Hospices civils de Lyon, regroupant l'Hôtel-Dieu qui s'occupe surtout des enfants malades, la Charité qui héberge les cas sociaux, les vieillards, les enfants abandonnés et les filles enceintes et l'Antiquaille, où sont placés les incurables et aliénés. Mais les finances prévues par les autorités sont très loin de suffire pour accueillir tous les publics et rapidement, d'autres structures de soin à destination des plus pauvres se mettent en place.
La principale institution mise en place au début du XIXe siècle pour compléter l'offre de soins est le Dispensaire général. Il est fondé par cinq jeunes médecins : Goulard, Terme, Ambroise Comarmond, Gubian, Jandard ; avec l'autorisation de la mairie. Il s'agit de désengorger les hôpitaux et les bureaux de bienfaisance en sollicitant les élites lyonnaises qui souscrivent pour soutenir l'institution et qui gagnent alors le droit de faire soigner des nécessiteux de leur choix. Cette structure assure gratuitement les consultations, la délivrance de médicaments, les accouchements à domicile et les interventions chirurgicales. Vue par les élites comme complémentaire aux autres structures, elle est massivement soutenue à sa création en 1818. La réussite de cette institution tient dans l'esprit de tradition charitable et le prestige pour les médecins qu'il y a à soutenir une institution soutenue par l'élite de la ville en y pratiquant gratuitement. Les médecins sont donc bénévoles, mais il y gagnent une reconnaissance sociale importante.

#### Fondations hospitalières

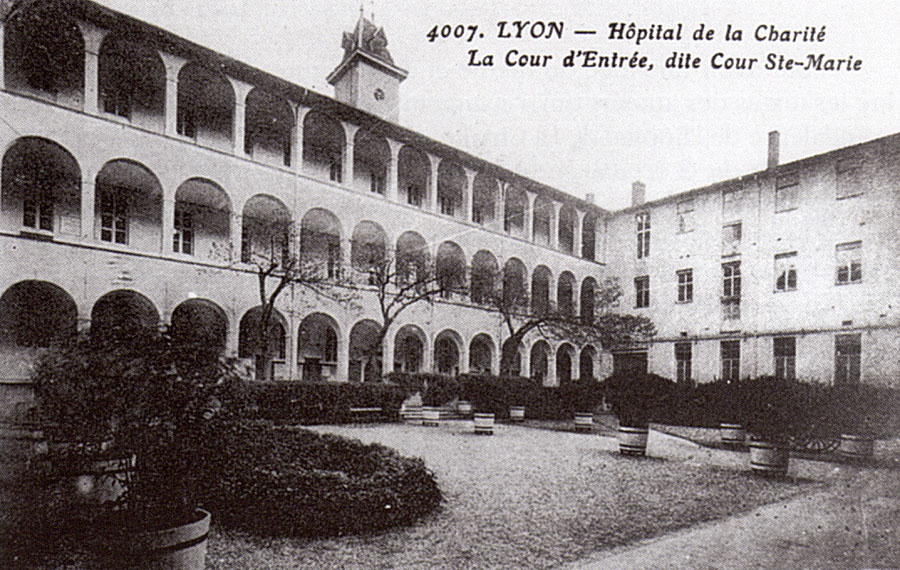
Intérieur de l'Hôpital de la Charité.

### Enseignement
L'enseignement de la médecine à Lyon se fait jusqu'en 1821 au sein de l'Hôtel-Dieu, en deux cours (anatomie-pathologie externe et Physiologie-accouchement). À la suite de demandes répétées, une école secondaire de médecine est instituée en 1821. Elle est remplacée en 1841 par l'école préparatoire de médecine et de pharmacie, qui est elle-même remplacée en 1877 par la Faculté de médecine et de pharmacie.

### Spécialités médicales
Avec un personnel toujours plus nombreux et compétent, Lyon voit sa pratique médicale s'élever en même temps que les plus novateurs progrès de la science.

#### Chirurgie
À l'instar des chirurgiens du monde entier, Lyon voit l'apparition durant ce siècle de la chirurgie moderne, avec l'application de l'anesthésie, de l'antisepsie et de l'asepsie. Durant la première moitié du siècle, le quotidien du chirurgien est le changement des pansements, où le chirurgien-major enlève les parties souillées, débarrasse la plaie du cérat, nettoie puis replace compresses, bandes et alèzes. 
Parmi les chirurgiens notables il y a Joseph Gensoul, qui se rend célèbre en réalisant le 18 mai 1827 la première résection de l'os maxillaire sur un jeune homme atteint d'un ostéosarcome. Le jeune homme est peu mutilé par l'opération, et guérit en une semaine environ. Cette prouesse pour l'époque eut un grand écho en France, ce qui amène Gustave Flaubert à le citer comme un médecin célèbre à égalité avec Guillaume Dupuytren dans Madame Bovary.

##### L'anesthésie
L'anesthésie à l'éther est utilisée à Lyon très tôt. Cette technique est présentée par Joseph-François Malgaigne à l'Académie de médecine au début de 1847 et Joseph Gensoul l'utilise lors d'une opération d'une tumeur parotidienne le 12 juillet de la même année. Très rapidement, Amédée Bonnet et Antoine Bouchacourt l'utilisent pour la gynécologie et l'accouchement.

### Principales infections et problèmes sanitaires

#### Épisodes épidémiques
Lyon jusqu'à la Troisième république connait de nombreux épisodes épidémiques. Dus pour la plupart aux inondations des rivières, ils sont aggravés par la mauvaise pratique de nombreux propriétaires d'immeubles qui, pour limiter les frais de vidage des fosses d'aisances, les percent pour que les liquides s'infiltrent dans le sol, ce qui pollue les puits environnants.
En 1807, une épidémie de Typhus frappe la cité et remplit les hôpitaux. En 1832, l'épidémie de choléra qui frappe Paris et qui apparaît à Serrières terrorise la population, qui invoque massivement la protection de la Vierge de Fourvière. Cette maladie frappe finalement Lyon en 1849.
La variole traverse par deux fois la ville en 1868 et 1870.
En 1874, une épidémie de typhoïde se déclare à Lyon rue Gentil et touche essentiellement les premier et second arrondissements. Elle infecte 1924 personnes et 262 décès sont enregistrés. Cette infection est en grande partie due à une sécheresse qui abaisse le niveau du Rhône et de la Saône. Les égouts, qui ne sont plus nettoyés naturellement par leur eau, voient leur contenu stagner et se décomposer. Une résurgence de la maladie survient en 1881 au Lycée de Lyon.
Durant la fin du XIXe siècle, la diphtérie survient périodiquement.

#### Les pratiques sanitaires et médicales
Même s'il est difficile d'établir un panorama des afflictions des Lyonnais, elles semblent identiques à celles du reste de la France. Les frais de santé des élites (les seules qu'il soit possible d'estimer) représentent entre 1 et 3 % de leurs revenus ; cette part montant à 5 % dans les cas de problèmes graves nécessitant le recours multiples aux médecins, aux gardes-malades ou à des voyages en cure. Lorsqu'une maladie contagieuse est connue, la personne qui en souffre subit un sévère ostracisme, la peur de la contagion étant très présente dans l'ensemble de la population. Seul est alors vu le médecin de famille, auquel les Lyonnais sont très attachés, et qui est souvent plus qu'un simple praticien, mais également un confident ou un ami. Au XIXe siècle, le rôle des religieuses gardes-malades se développe, les bourgeois prenant l'habitude d'assurer par sa présence le confort du patient et de son entourage.

## XXesiècle

### Hôpitaux et établissements médicaux
Le début du XXe siècle est marqué par la construction d'un grand ensemble médical dans le quartier de Grange Blanche, avec notamment l'Hôpital Édouard-Herriot, œuvre de Tony Garnier.

### Personnalités médicales notables
Les opérations et écrits de Mathieu Jaboulay (1860-1913) et Alexis Carrel (1873-1944) marquent l'histoire des greffes : la  première transplantation rénale de l'animal à l'homme fut tentée à Lyon par Mathieu Jaboulay  en 1906. 
Léon Bérard (1870-1956) est un pionnier de la chirurgie thoracique et de la lutte contre le cancer, son service est l'un des premiers à utiliser le radium. 
Edmond Locard (1877-1966), professeur de médecine légale, fonde le premier laboratoire de police scientifique. 
En 1984, le premier prix de socio-économie médicale accordée à un non-parisien est décerné par l'Institut des sciences de la santé à Louis Roche, chef de service de toxicologie clinique et de médecine légale à l'hôpital Édouard-Herriot.

### Spécialités médicales
Lyon s'ouvre plus ou moins vite aux évolutions médicales, selon que les médecins traitants de chaque spécialité sont plus ou moins réceptifs aux progrès réalisés ailleurs. 

#### Anesthésie
Les lointains pionniers de l'anesthésie à Lyon sont Amédée Bonnet, Antoine Bouchacourt et Joseph-Pierre Pétrequin. Mais cette pratique reste annexe dans la médecine délivrée à Lyon jusqu'au professeur Paul Santy. Ce chirurgien pratique en utilisant la rachianesthésie jusque dans les années 1930. Conscient que le chirurgien va devoir opérer des situations de plus en plus compliquées, il souhaite se décharger de la tâche de l'anesthésie auprès d'un autre professionnel. Très au fait des évolutions de sa spécialité aux États-Unis, il a ramené d'un voyage un appareil en circuit fermé d'Heidbrink, qui délivre un mélange oxygène-protoxyde d'azote.

#### Scoliose
Durant les années 1950, au Centre Livet de l'Hôpital de la Croix-Rousse, de grands progrès sont réalisés par Pierre Stagnara dans le traitement de la scoliose. Pionnier dans l'étude et le traitement de cette maladie, il met en place dans le Centre Livet un protocole de soin qui en fait la référence française. Durant les décennies suivantes, le service orthopédique se modernise et intègre les nouveaux traitements chirurgicaux mis au point aux États-Unis : l'opération de Harrington en 1962 et l'opération de Dwyer. Le Centre est rénové pour disposé en son sein d'un bloc opératoire en 1979.

#### Radiologie
Durant les années 1980, Lyon est une ville sous-équipée en scanner. Elle n'en dispose que de deux, là où Grenoble en dispose de trois, et des villes plus modestes telles Valence, Bourg-en-Bresse ou Besançon un. Cette situation, qui entraîne durant de nombreuses années des délais d'attente importants ou l'obligation de détourner les malades vers d'autres villes est due à la rigueur dans les dépenses de santé et le monopole de l'autorisation imposé par l'État dans l'achat de ces équipements. Cet état de fait provoque même un scandale en 1984, quand les deux scanners lyonnais tombent en panne simultanément.

### Situation sanitaire
Durant le XXe siècle, Lyon ne connait plus d'épidémies majeures. Elle subit toutefois un épisode de la grippe espagnole juste après la Première Guerre mondiale, et une dernière flambée de typhoïde en 1928. Cet épisode touche surtout les communes périphériques de Lyon, et il s'avère que son origine est une mauvaise eau distribuée par la Compagnie générale des eaux qui sera condamnée en justice pour cela. Cette épidémie touche trois mille personnes et cause le décès de trois cents.

## XXIesiècle

### Sécurité biologique
En 1999 est inauguré à Gerland le seul laboratoire P4 civil de France.

## Historiographie
L'histoire de la médecine lyonnaise connait un premier développement durant les années 1920-1950, avec les travaux d'Auguste Croze notamment. Quelque peu dépassée par la rapidité de l'évolution des techniques et des institutions, elle est mise à jour par un ouvrage collectif solide prenant en compte l'ensemble des éléments constitutif de la santé lyonnaise, dirigé par Alain Bouchet.